# オードリーのNFL倶楽部
『オードリーのNFL倶楽部』（オードリーのエヌエフエルくらぶ）は日本テレビ（関東ローカル）・日テレジータス・BS日テレで2016年9月から放送しているNFL専門情報番組でオードリーの冠番組。放送期間はNFL開催シーズンである9月から翌年2月までの半年間。本項目は2003年から放送された前身番組『NFL倶楽部』についても記述する。

## 概要
『NFL Touchdown→NFL EXPRESS』（1988年〜1990年　司会・福澤朗ほか）、『倶楽部☆T』（1998年〜2003年　司会・別所哲也・Take2ほか）の源流をくむNFL情報番組。『倶楽部☆T』までは通年での放送だったが、この番組からNFLシーズンの9月中旬から2月末までの放送となった。前週の試合ハイライト、最新リポート、選手のインタビュー・ドキュメントなど、NFLの最新情報を伝えている。
日本テレビのほかに日テレジータスやBS日テレでも放送されており、ケーブルテレビ、スカパー!（110度CS）・スカパー!プレミアムサービス、および無料放送のBSを通して全国で視聴することは可能である。
オードリーがMCに就いた2010年シーズン以後もしばらくは、番組名は『NFL倶楽部』のままであったが、画面上部のタイトルには「オードリーのNFL倶楽部」と表示されていた。
2014シーズンからはBS日テレでも放送を開始した。
2016年9月から番組名が正式に『オードリーのNFL倶楽部』となった。
2018年1月25日、文藝春秋よりアメフト解説本、『オードリーのNFL倶楽部 若林のアメフト熱視線』が発売された。
オードリーは2009年シーズン以降、日本テレビのスーパーボウル中継において、現地でゲスト解説を行っている。そのため、スーパーボウルの直前直後は、スーパーボウル開催地域でのロケやスーパーボウル・エクスペリエンス、NFLオナーズ前のレッドカーペットなどに参加した様子が放送される。2015年シーズンは相武も参加、2017年シーズン以降は綾部も参加している。

## 番組構成
番組開始直後、主演者全員が春日のギャグである「トゥース！」をしてスタートする。若林は普段春日のギャグは行わないが、この番組に限り毎週必ず行う。
その週に開催されたNFLの試合（レギュラーシーズン、ポストシーズン）のうち1試合のハイライトを解説した後、出演者のトークになる。この際、若林が「若林の熱視線」と題したアメフトの戦術を解説するトークを展開させる。
その後、もう1試合長いハイライトを流した後、その週に開催された全試合をレギュラーシーズン時は一試合当たり数十秒、プレーオフ時は数分のダイジェストで流す。

## コーナー

### 若林の熱視線
放送週に開催されたNFLの試合の中からスーパープレーやプレーの裏側に隠された駆け引きと戦術を、若林自らが細かくわかりやすく解説し、最後は日常の出来事や芸能界と絡めてまとめる。前述の通り、2018年1月にこのコーナーが書籍化された。
タイトルは、2016年シーズンまでと2022年シーズンから「若林の熱視線」、2017年シーズン「若林の熱視線SUPER」、2018年シーズン「若林の熱視線EXTRA」、2019年シーズン「若林の熱視線HYPER」、2020年シーズン「若林のグリグリっと熱視線」、2021年シーズン「若林のググっと熱視線」。

## 出演者
表記されていない人物は、日本テレビアナウンサー（出演当時も含む）。

### 現在

#### スタジオ出演
スタジオ出演者はそれぞれ応援チームの選手のユニフォームを着用。相武やゲスト出演者の一部は着用しない。
MC
- オードリー（2010年シーズンから）
  - 若林正恭（2010年シーズン～2022年シーズン、2024年シーズン）
    - 日大二高アメリカンフットボール部時代のポジションはランニングバック。背番号は44[2]。パンターも務めた。オフェンスキャプテンも務めた。高校2年時に東京都大会でベスト4へ進出し、若林はレギュラーメンバーであった[3]。
    - 「若林の熱視線」では情熱と笑いを融合させた解説を行なっている。応援チームは長らくヒューストン・テキサンズであったが、チームの低迷などにより、2020シーズン途中よりアリゾナ・カージナルスに比重が移り、2021年シーズンはテキサンズグッズをジャージ以外全て廃棄し、カージナルス一本に。プレイオフに進めなかったり敗退した場合は進出チームのユニフォームを着用する。
    - 2023年シーズンは出演しないことが9月14日の初回放送分にて発表された[4]。

  - 春日俊彰
    - アメフトファンになるきっかけは中学3年の頃にTV中継で見た第28回スーパーボウル。ダラス・カウボーイズのクォーターバック（QB）であるトロイ・エイクマンに憧れ、高校進学後にアメフト部へ入部。しかし本人の希望したQBにはなれず、日大二高時代はディフェンスラインとオフェンスラインの両ポジションでプレーした。オール関東の選抜メンバーに選ばれた経験を持つ。
    - 応援チームは毎年のように変わるが、強いチームを応援しだすと途端に負け、特定の選手を応援すると不調に陥ったり負傷してしまうなどの「春日の呪い」が起きることもある。2018年シーズンは、「春日の呪い」を受け、敢えて前年の2017年シーズンに全敗を喫したクリーブランド・ブラウンズを応援し、前年を大きく上回る7勝（8敗1分）を記録することとなった。

アシスタント
- 瀧口麻衣（1年目、2024年シーズン）応援チームはダラス・カウボーイズ。

#### ゲスト出演
ゲストは基本的にNFLファンやアメリカンフットボール経験者の著名人が呼ばれる。
- 相武紗季（NFL大好き女優。2015年シーズンから。）
  - 月イチレギュラー（2019年）。サンフランシスコとボストンにて短期の語学留学の経験があり、応援チームは当初はサンフランシスコ・49ersだったが、途中からニューイングランド・ペイトリオッツに変更。2020年にタンパベイ・バッカニアーズに再度変更。好きな選手はトム・ブレイディ（本人は「ブレイディ様」と呼ぶ）。本番組のロケで第50回スーパーボウルのメインキャスターも務めた。「相武の呪い」が起きる事がある。2022年プレーオフではアシスタントも務めた[5]。
- 有馬隼人（元アメリカンフットボール選手、元TBSアナウンサー、現アサヒビールシルバースターヘッドコーチ）
  - アシスタント役の日本テレビアナウンサー不在時などに不定期でスタジオ出演。
- 森清之（東京大学運動会アメリカンフットボール部ヘッドコーチ）
  - 毎年スーパーボウル中継にて解説を行い、当番組にもスタジオやロケで出演する。スーパーボウル勝敗予想が全く当たらないのをオードリーにいじられている。パッカーズの株主でもある。
- 綾部祐二（ピース）（2017年シーズンから）
  - 2017年よりニューヨーク在住、応援チームはニューヨーク・ジェッツ。スーパーボウル中継にてオードリーと共にゲスト解説を行った。当番組ではほぼ年1レギュラーとしてアメリカ合衆国でのスーパーボウルロケ企画に出演。
- 野口聡一（宇宙飛行士、東京大学運動会アメリカンフットボール部出身）
  - スタジオ出演だけでなく、第51回スーパーボウルのヒューストンロケにも出演した。
- 山田ローラ（モデル）- 応援チームはグリーンベイ・パッカーズ、気になる選手は母校のアイオワ大学出身者。
- miwa（歌手）- 応援チームはニューイングランド・ペイトリオッツ。
- カンニング竹山（お笑いタレント）- 応援チームはグリーンベイ・パッカーズ。パッカーズの株主でもある。2023年シーズンのスーパーボウルではオードリーのかわりに現地出演。
- コージ（タレント、俳優、元アメリカンフットボール選手）- 応援チームはロサンゼルス・ラムズ。2020年から2022年シーズンまではコージ・トクダの名前で福岡SUNSに選手として所属していた。
- みなみかわ（お笑いタレント）- 高校時代アメリカンフットボール部所属。ポジションはワイド・レシーバー。応援チームはロサンゼルス・ラムズ。
- 渡辺隆（錦鯉） - 高校時代アメリカンフットボール部所属。ポジションはランニングバック。応援チームはダラス・カウボーイズ。
- 山口陽世（日向坂46）- 応援チームはグリーンベイ・パッカーズ。

#### ナレーション
NFLの試合解説を担当。通常のスポーツ番組のナレーションに加え、時折出演者へのイジリや私情も入る。
- 中野謙吾 - 応援チームはシアトル・シーホークス。
- 菅谷大介 - 応援チームはニューイングランド・ペイトリオッツ、2020年よりタンパベイ・バッカニアーズ。好きな選手はトム・ブレイディ（本人は「ブレイディ様」と呼ぶ）。
- 田辺研一郎
- 蛯原哲
- ラルフ鈴木 - 応援チームはカンザスシティ・チーフス。
- 鈴木健 - 応援チームはダン・マリーノ以来マイアミ・ドルフィンズ。
- 山本紘之
- 安村直樹 - 応援チームはグリーンベイ・パッカーズ。
- 山﨑誠 - 応援チームはドリュー・ブリーズの引退にともない、2021年シーズンにニューオーリンズ・セインツからワシントン・コマンダースに。2022年シーズンからは実家にラダニアン・トムリンソンジャージーがあった等の理由からロサンゼルス・チャージャーズに。
- 平松修造
- 伊藤大海 - 気になるチームはロサンゼルス・ラムズ。2023年より応援チームはサンフランシスコ・49ers。2024年より、野球中継班で東京ドームにいたところ東京ドームをファーストピッチで訪れたC・J・ストラウドと会った事をきっかけにヒューストン・テキサンズを応援。
- 弘竜太郎 - 応援チームはラスベガス・レイダース。2022年よりシンシナティ・ベンガルズ、応援する選手はスーパーボウルでの入場時のスーツ姿に圧倒されたことからジョー・バロウ。
- 北脇太基
- 澁谷善ヘイゼル

### 過去

#### スタジオ出演
アシスタント
基本的に日本テレビ入社1、2年目の若手が1シーズン務めるが、例外もある。
- 葉山エレーヌ（1年目から4年目、2006年シーズンから2009年シーズン）
- 水卜麻美（1年目、2010年シーズン。2011年、2022年シーズンに代理として出演）応援チームはニューイングランド・ペイトリオッツ。応援選手はトム・ブレイディ。
- 松尾英里子（6年目、2011年シーズン。2018年シーズンにも岩田の代理として出演）応援チームはニューヨーク・ジェッツ。応援選手はマーク・サンチェス。
- 徳島えりか（2年目、2012年シーズン）応援チームはデンバー・ブロンコス。応援選手はボン・ミラー。
- 後藤晴菜（1年目、2年目、2013年シーズンから2014年シーズン。2017年シーズンにも久野の代理として2度出演、2019年シーズンは若林の結婚を祝福にネット版のみ出演）応援チームは2013年シーズンはグリーンベイ・パッカーズ。応援選手はアーロン・ロジャース。2014年シーズンはシアトル・シーホークス。応援選手はラッセル・ウィルソン。
- 尾崎里紗（1年目、2015年シーズン）応援チームはインディアナポリス・コルツ。応援選手はアンドリュー・ラック。
- 滝菜月（1年目、2016年シーズン）応援チームはアリゾナ・カーディナルス。応援選手はラリー・フィッツジェラルド。
- 久野静香（6年目、2017年シーズン）応援チームはニューイングランド・ペイトリオッツ。応援選手はトム・ブレイディ。
- 岩田絵里奈（1年目、2018年シーズン）応援チームはフィラデルフィア・イーグルス。応援選手はカーソン・ウェンツ。
- 市來玲奈（2年目、2019年シーズン）応援チームはロサンゼルス・ラムズ。応援選手はジャレッド・ゴフ。
- 忽滑谷こころ（1年目、2020年シーズン） 応援チームはロサンゼルス・ラムズ。応援選手はアーロン・ドナルド。
- 小髙茉緒（1年目、2021年シーズン）[6] 応援チームはニューヨーク・ジェッツ。応援選手はザック・ウィルソン。
- 浦野モモ（1年目、2022年9月15日-12月29日）応援チームはシンシナティ・ベンガルズ。イチオシ選手はジョー・バロウ。他番組とのスケジュールの兼ね合いでシーズン途中で降板[7]。
- 渡邉結衣（1年目、2023年シーズン ）応援チームはマイアミ・ドルフィンズ。応援選手はトゥア・タゴヴァイロア。
- 瀧口麻衣（1年目、2024年シーズン ）応援チームはダラス・カウボーイズ。応援選手はエゼキエル・エリオット。

#### ナレーション
- 佐藤義朗
- 安藤翔

#### 現地リポーター
- 生馬アイザック（スポーツキャスター、2007年シーズンから2012年シーズン）
- 小池絵未（チアリーダー、2013年シーズンから2017年シーズン）
- メロディーモリタ（2018年シーズンから）

#### ゲスト出演
- 後藤完夫（アメリカンフットボール解説者、故人）
- 安部奈知（元アメリカンフットボール選手）

## 応援チーム
出演者はシーズンごとに応援するチームを決め、そのチームのジャージを着て番組に出演する。女性アナウンサーは、番組担当前はNFLに詳しくないことがほとんどであるため、他の出演者の意見を参考に応援するチームを決める。
ただし、開幕時に応援チームを決めつつも、シーズン序盤から他のチームに興味を示す場合も多く、当初応援すると決めたチームが低迷したり、プレーオフ進出の可能性がなくなったときは応援するチームを変更する場合が多い。以下はシーズン開幕時に応援チームとしてユニフォームを着たチームを示す。
| 年   | 若林                    | 春日                  | アナウンサー | アナウンサー   |
| ---- | ----------------------- | --------------------- | ------------ | -------------- |
| 2010 | ジェッツ                | カウボーイズ          | 水卜         | ペイトリオッツ |
| 2011 | イーグルス              | パッカーズ            | 松尾         | ジェッツ       |
| 2012 | テキサンズ              | ジャイアンツ          | 徳島         | ブロンコス     |
| 2013 | テキサンズ              | ジャイアンツ ジェッツ | 後藤         | パッカーズ     |
| 2014 | テキサンズ              | ビルズ                | 後藤         | シーホークス   |
| 2015 | テキサンズ              | 49ers                 | 尾崎         | コルツ         |
| 2016 | テキサンズ              | バッカニアーズ        | 滝           | カージナルス   |
| 2017 | テキサンズ              | バッカニアーズ        | 久野         | ペイトリオッツ |
| 2018 | テキサンズ              | ブラウンズ            | 岩田         | イーグルス     |
| 2019 | テキサンズ              | ブラウンズ            | 市來         | ラムズ         |
| 2020 | テキサンズ カージナルス | チーフス ビルズ       | 忽滑谷       | ラムズ         |
| 2021 | カージナルス            | ブラウンズ            | 小髙         | ジェッツ       |
| 2022 | カージナルス            | ブラウンズ            | 浦野         | ベンガルズ     |
| 2023 | －                      | ジェッツ              | 渡邉         | ドルフィンズ   |
| 2024 | カージナルス            | ブラウンズ            | 瀧口         | カウボーイズ   |

- 2013年の春日はスーパーボウル開催地・ニューヨークの2チーム
- 2020年は開幕時点で2チームで迷い、序盤で変更

## NFL中継
日テレジータスでは、レギュラーシーズンは原則週2～3試合、ポストシーズンは全試合中継。プロボウルも生中継し、2020年からはドラフトも中継を開始した。
地上波では、日テレG+で中継された試合の中から90分に再編集、録画放送される。スーパーボウルは試合翌日未明・早朝（当日深夜）に関東およびごく一部の地域で録画放送され、日テレG+では翌日以降に放送される（初回放送のみハーフタイムショーを含めた完全版、リピート放送は編集版）。

## 放送時間
日本テレビ
- 金曜日1:58 - 2:28→1:53 - 1:23（木曜深夜、2003年 - 2004年）
- 金曜日1:59 - 2:29（木曜深夜、2004年 - 2005年）
- 土曜日3:08 - 3:38（金曜深夜、2005年9月）土曜日2:30 - 3:00（金曜深夜、2005年10月 - 2006年2月）
- 土曜日2:09 - 2:39（金曜深夜、2006年9月 - 2007年2月）
- 土曜日2:00 - 2:30（金曜深夜、2007年9月15日 - 2008年3月1日）
- 土曜日2:05 - 2:25（金曜深夜、2008年9月13日 - 2009年2月28日）
- 土曜日2:20 - 2:50（金曜深夜、2009年9月19日 - 25日）、土曜日2:25 - 2:55（金曜深夜、2009年10月3日 - 2010年2月27日）
- 土曜日2:53 - 3:23（金曜深夜、2010年9月18日 - 2011年2月26日）
- 土曜日3:08 - 3:38（金曜深夜、2011年9月24日 - 30日）、土曜日2:43 - 3:13（金曜深夜、2011年10月8日 - 2012年2月25日）
- 土曜日2:38 - 3:08（金曜深夜、2012年9月15日 - 28日）、土曜日3:08 - 3:38（金曜深夜、2012年10月6日 - 2013年2月23日）
- 土曜日3:13 - 3:43（金曜深夜、2013年9月14日 - 2014年3月1日）
- 日曜日4:40 - 5:10（2014年9月14日 - 28日）、日曜日5:10 - 5:40（2014年10月5日 - 2015年3月1日）[9]
- 土曜日5:00 - 5:30（2015年9月20日〈日曜日〉 - [10]）
- 土曜日3:00 - 3:30（金曜深夜、2016年9月 - 2017年2月18日）
- 土曜日2:40 - 3:10（金曜深夜、2017年9月）、土曜日2:44 - 3:14（金曜深夜、2017年10月7日 - ）

BS日テレ
- 土曜日0:00 - 0:30（金曜深夜、2014年10月4日 - 2016年2月27日）
- 日曜日0:00 - 0:30（土曜深夜、2016年9月18日 - ）

日テレジータス（旧・G+）
- 木曜日22:00 - 22:30（ - 2012シーズン）
- 木曜日22:30 - 23:00（2013年シーズン - ）

## スタッフ
- 制作協力：NFL JAPAN.COM、NFL Films、NTVIC、Touch down
- アメリカ取材：小坂絋平
- 演出：赤崎公平（以前はチーフディレクター）
- 構成：佐藤満春
- ディレクター：山根真樹(クリエターズボックス)、小林和哉、石本靖二郎、正田裕弥、海野康太（オフィスて・ら）
- プロデューサー：寺島淳司、髙橋和則、玖保英明（オフィスて・ら）
- チーフプロデューサー：土谷幸弘
- 制作協力：AX-ON クリエターズボックス
- 製作著作：日本テレビ

### 過去のスタッフ
- 構成：塚田均
- 演出：岡村俊一郎
- ディレクター：熊井将仁、渡辺あゆみ、桑原正史、渡辺悠（オフィスて・ら）、前野大介（オフィスて・ら）
- プロデューサー：渡辺卓郎、小野寺和規、佐野徹
- チーフプロデューサー：松原正典
- 制作：高橋知也、黒岩直樹

## 関連書籍
- 『オードリーのNFL倶楽部 若林のアメフト熱視線』（ISBN 978-4-16-390789-5）（2018年1月25日/文藝春秋） - 編：オードリーのNFL倶楽部